# Frailea
 Frailea é um gênero botânico da família cactaceae.

## Espécies
| - Frailea angelesii - Frailea buenekeri - Frailea cataphracta - Frailea fulvolanata - Frailea gracilima - Frailea grahliana | - Frailea phaeodisca - Frailea pygmaea - Frailea santaritense - Frailea stockingeri - Frailea tenuissima |

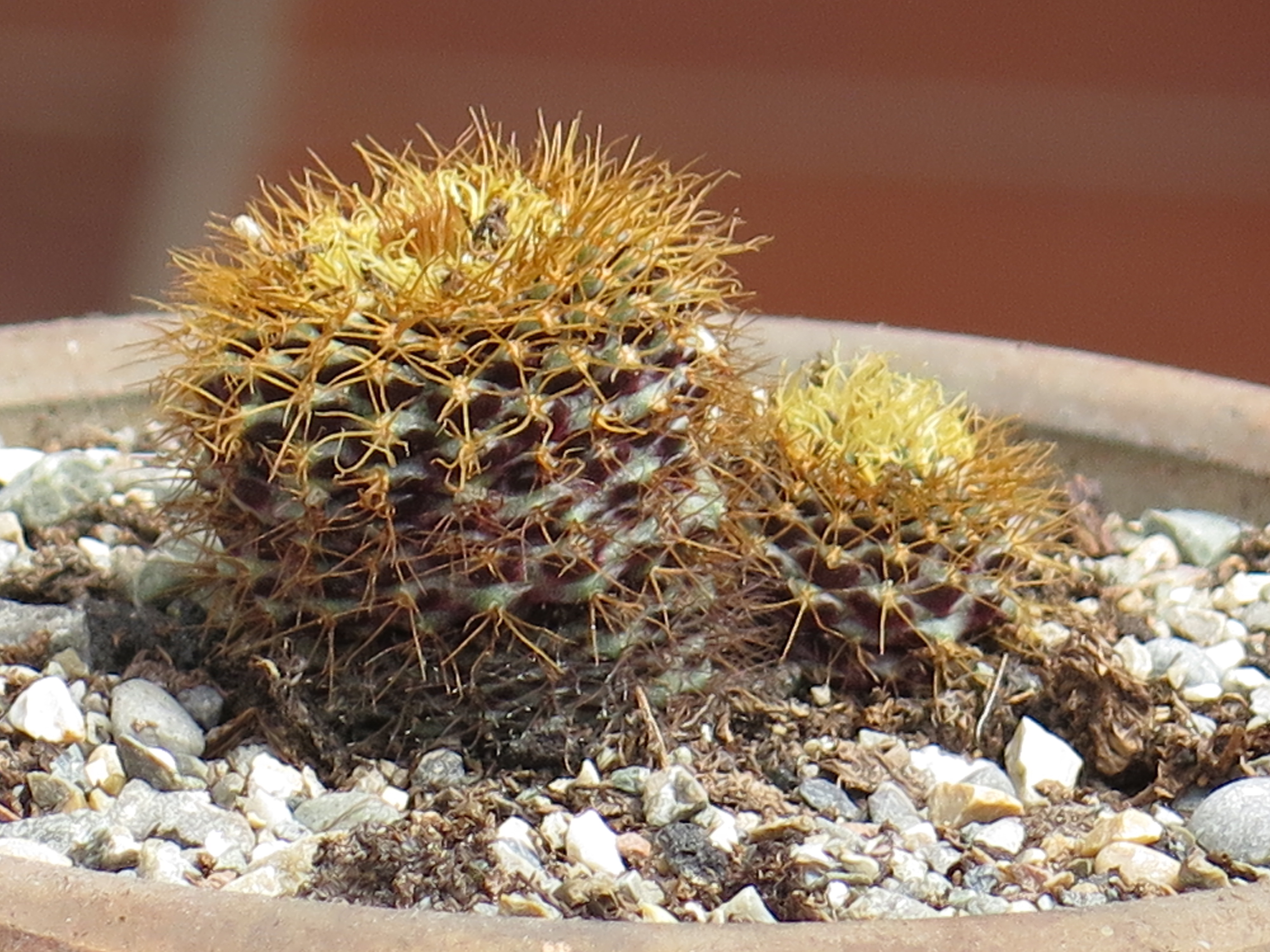
Frailea curvispina
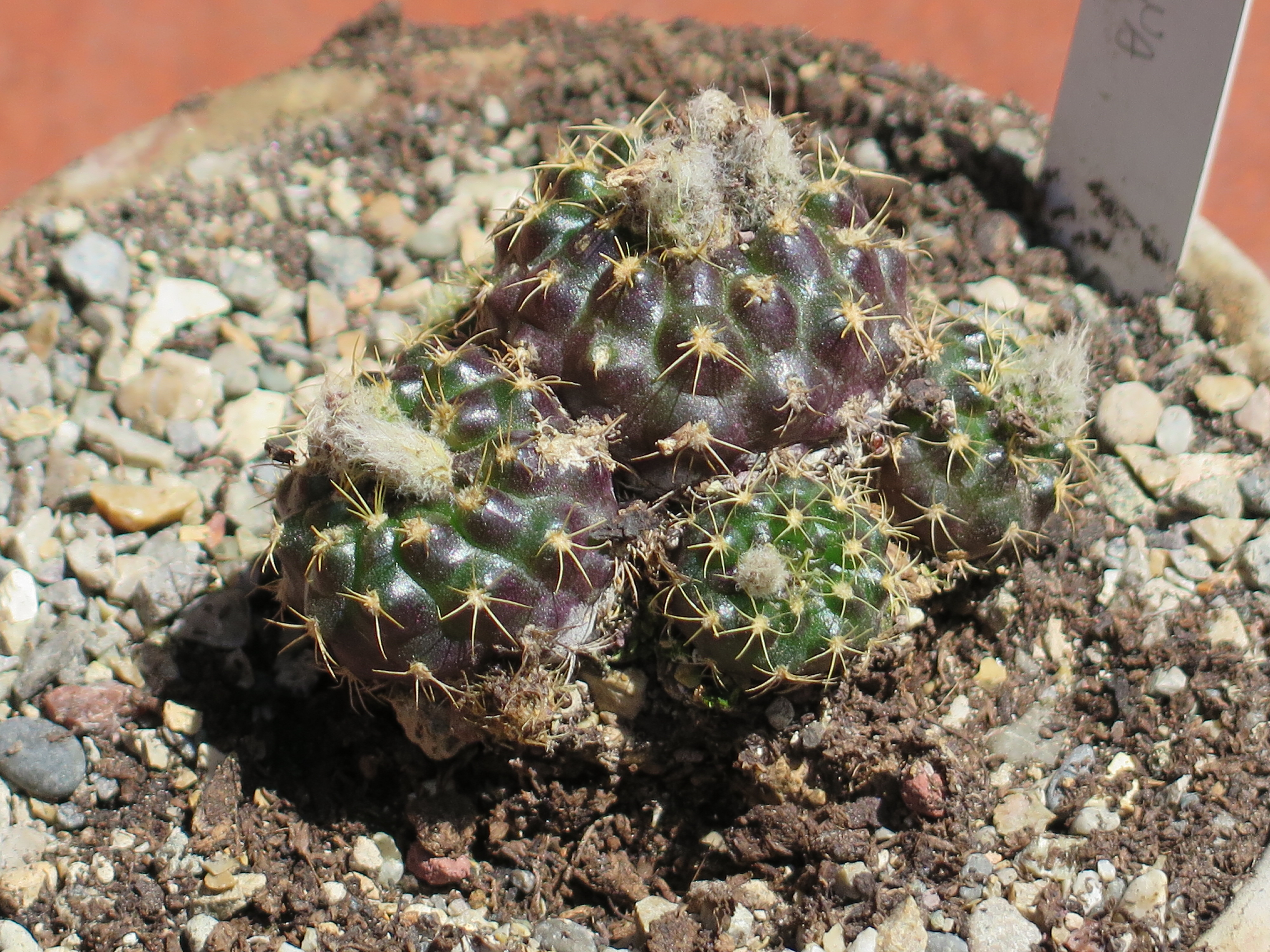
Frailea uhligiana
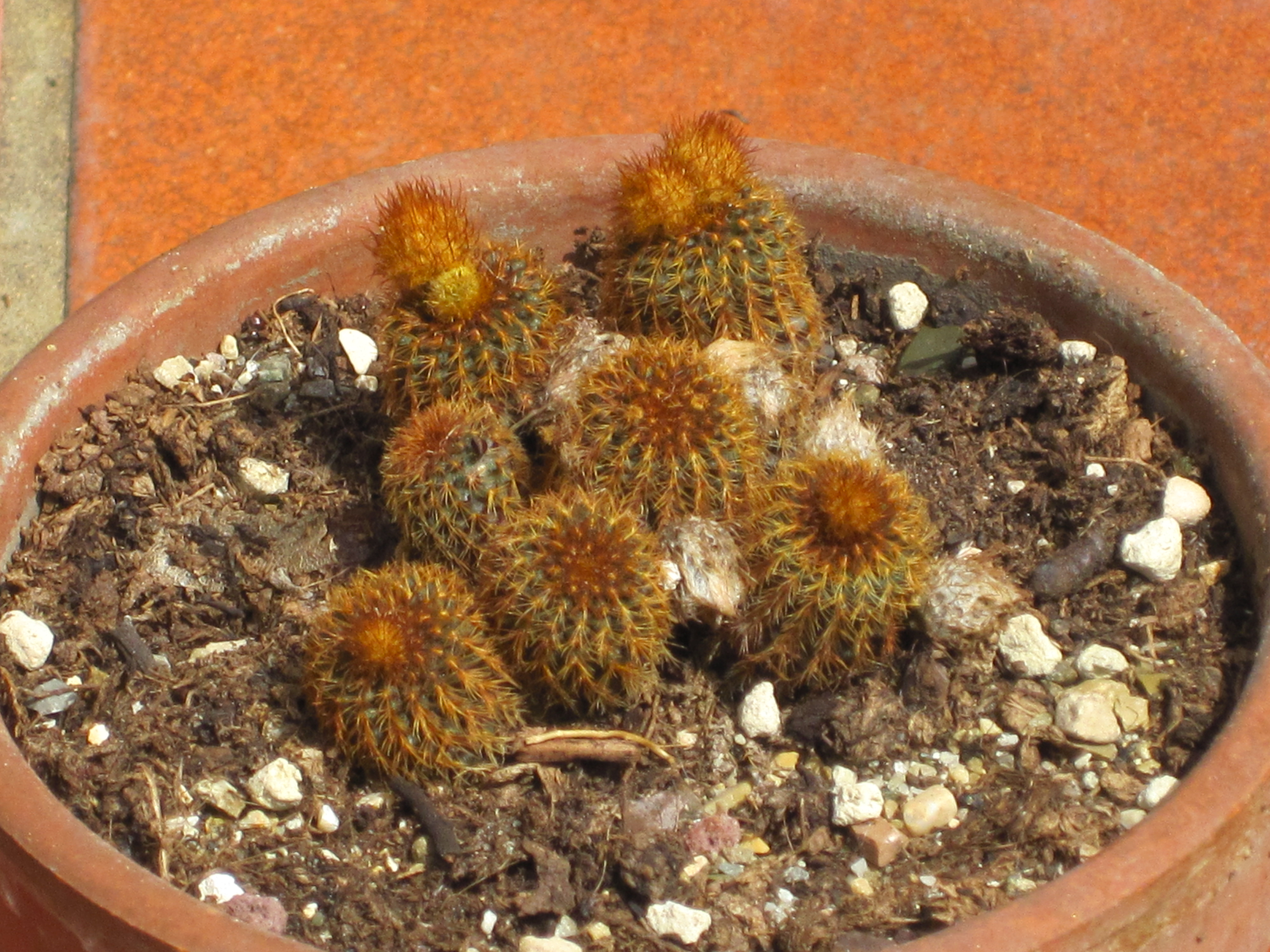
Frailea pygmeae var. aurea
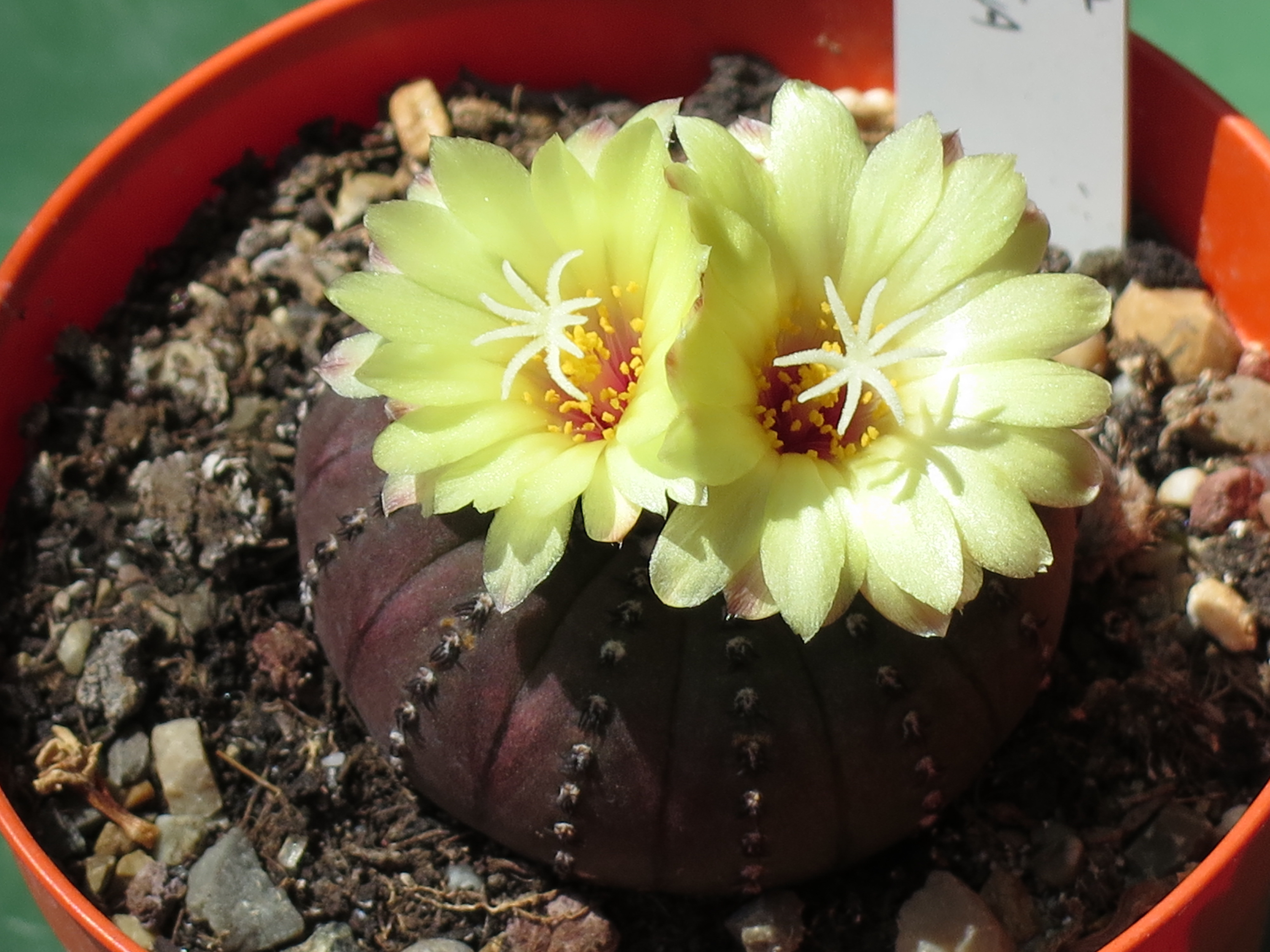
Frailea castanea
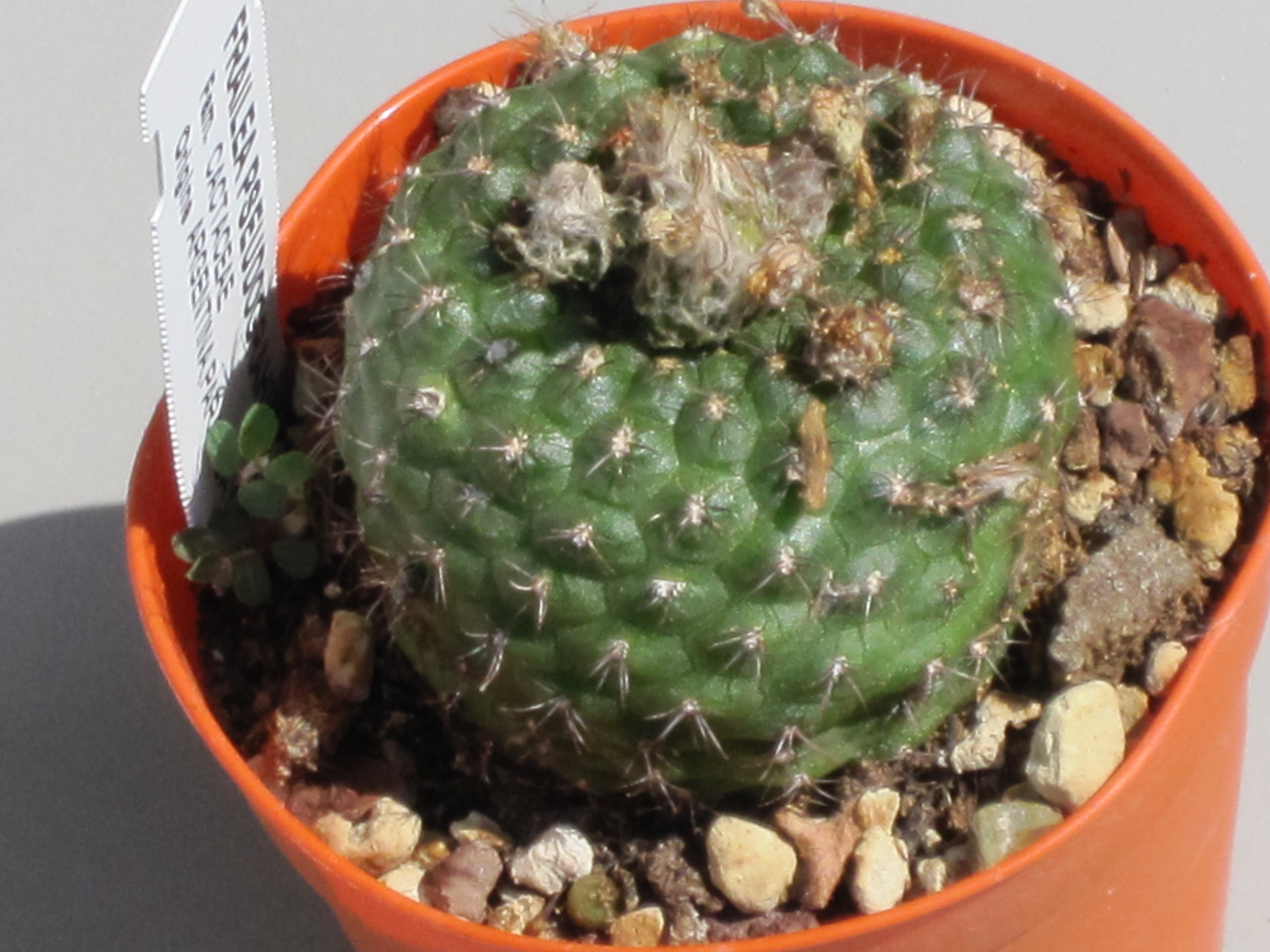
Frailea pseudograhliana
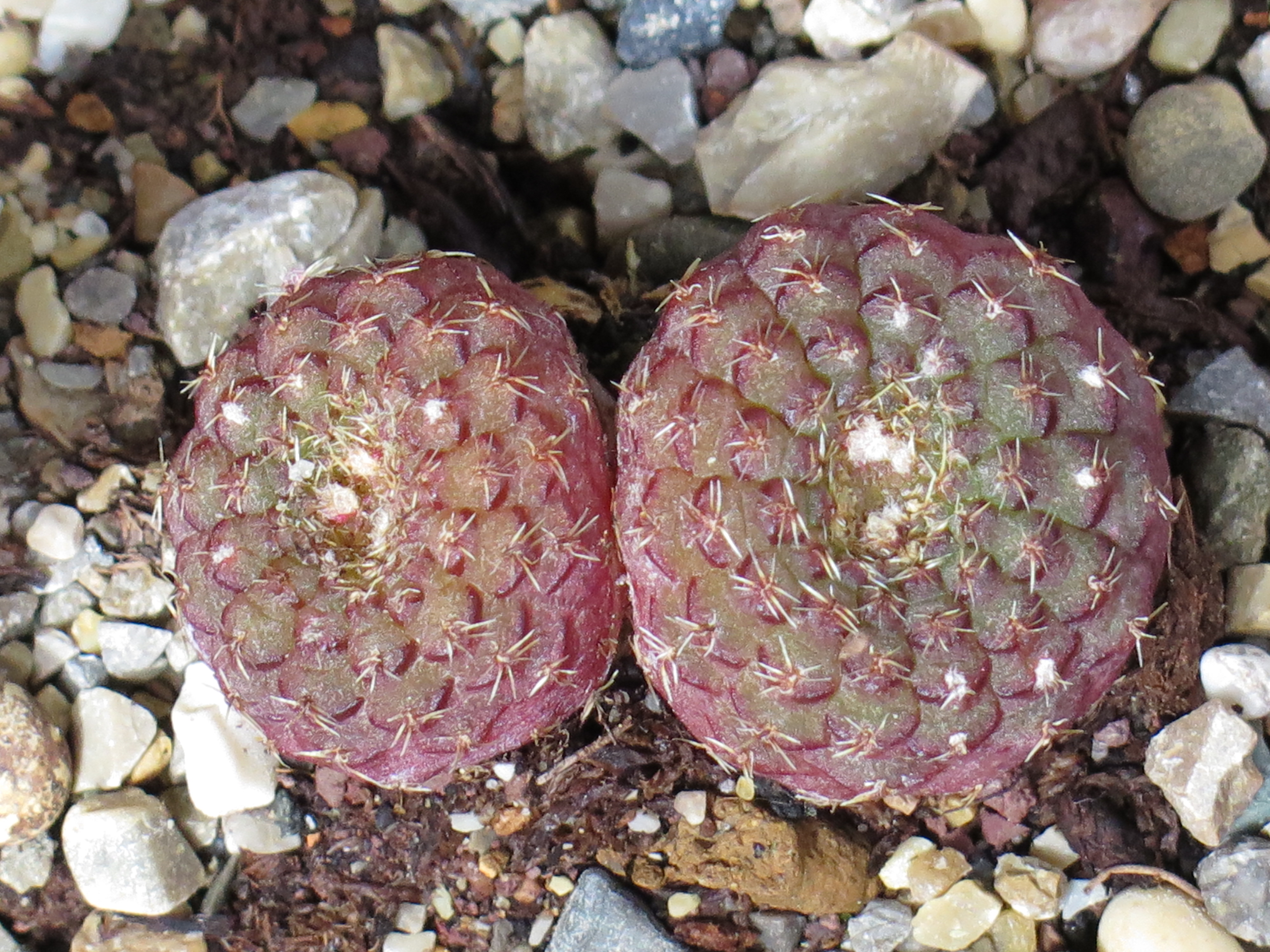
Frailea cataphracta
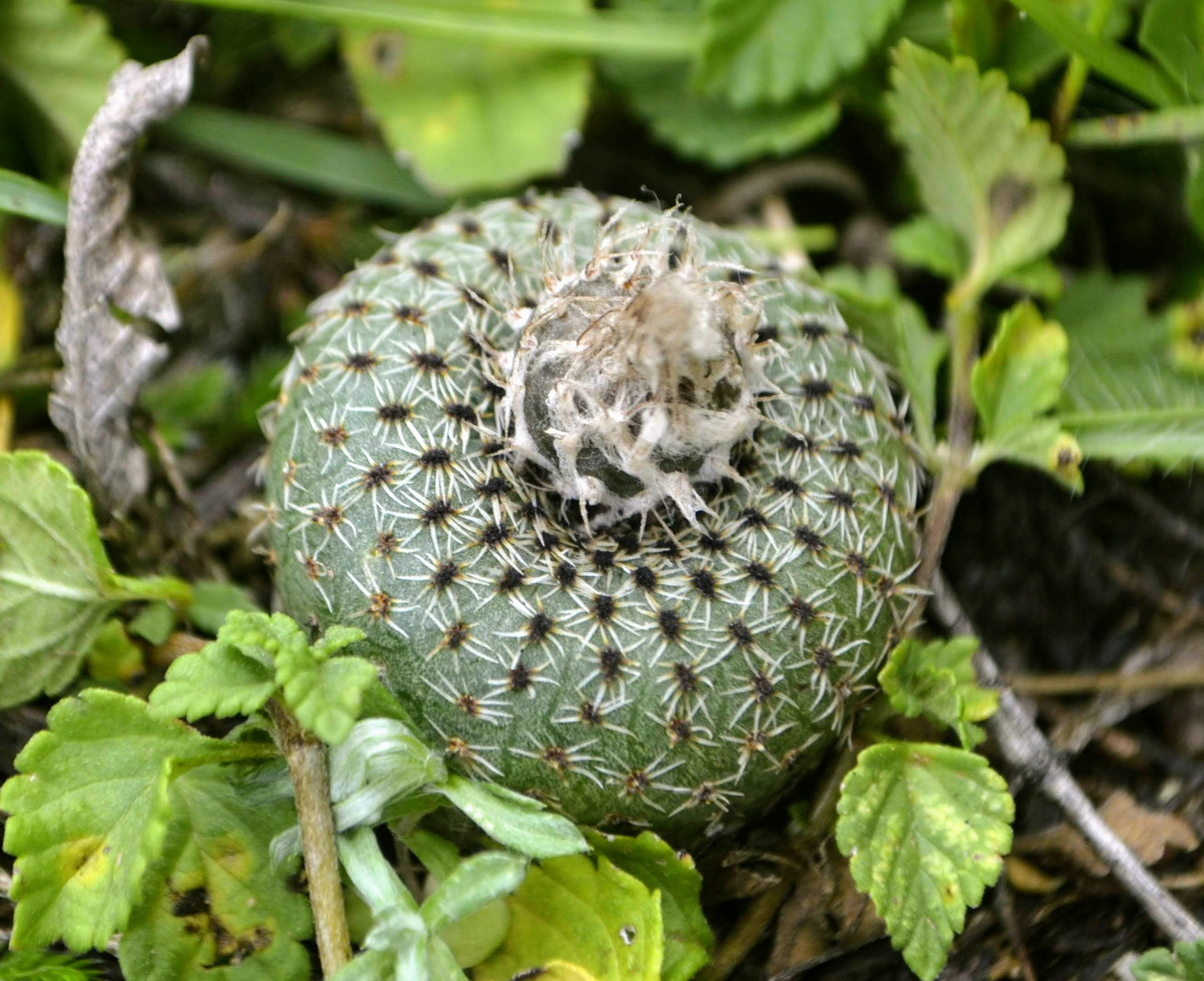
Frailea phaeodisca
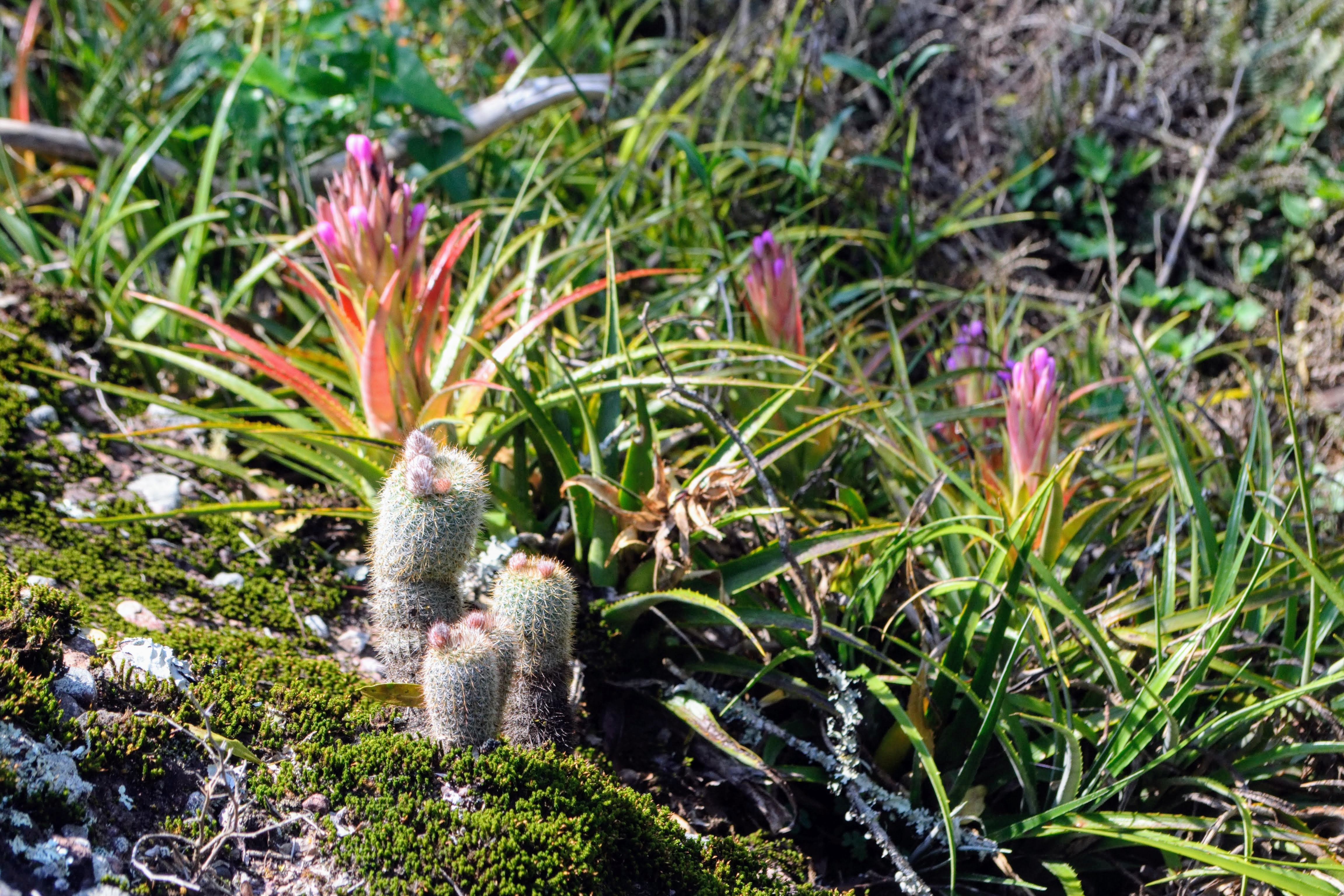
Frailea gracilima